# Dennis Lillee

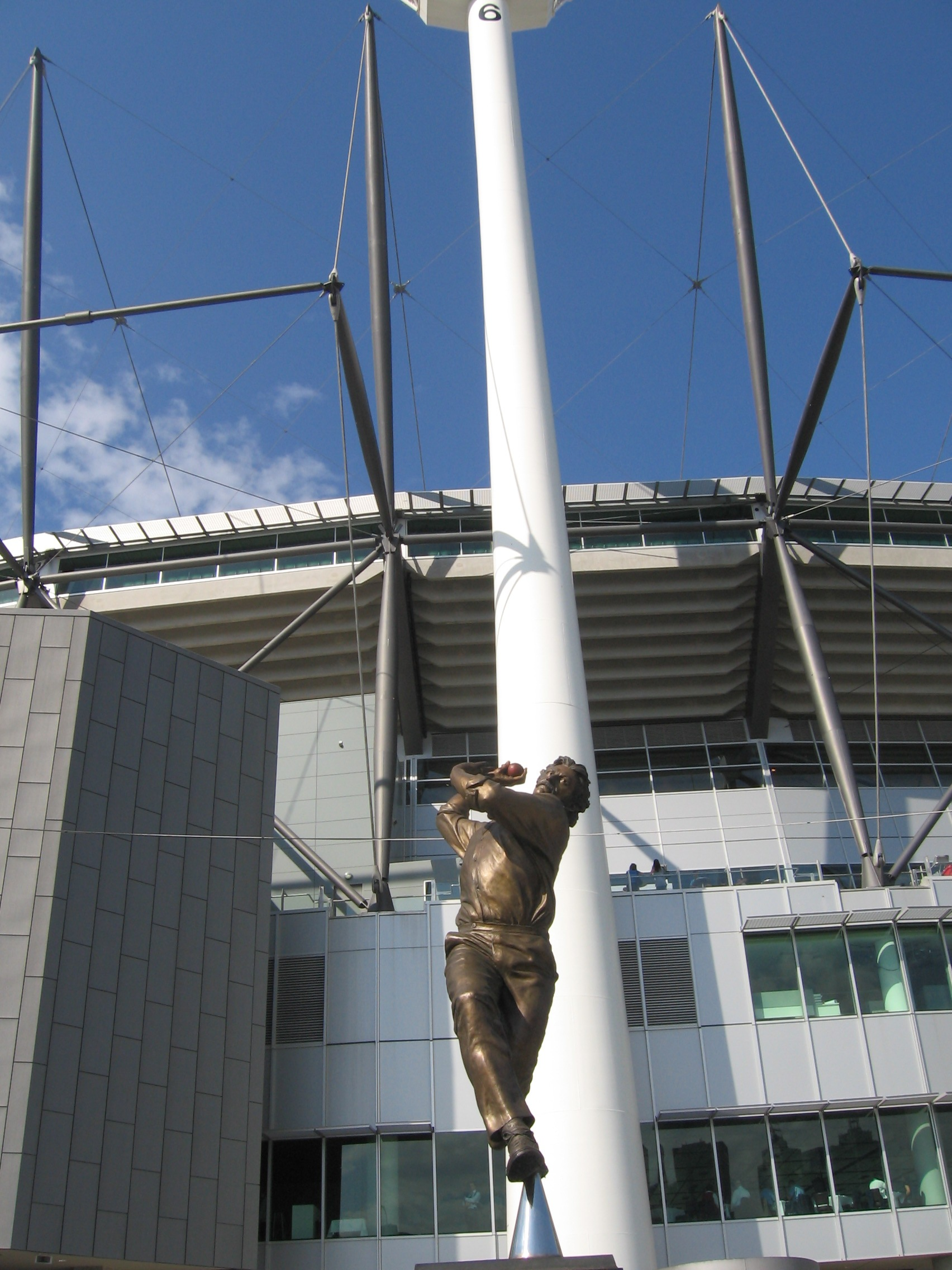
Statue von Dennis Lillee

Dennis Keith Lillee MBE AM (* 18. Juli 1949 in Subiaco, Western Australia) ist ein ehemaliger australischer Cricketspieler. Er gilt als einer der besten Bowler in der Geschichte des australischen Cricket. 1973 wurde er zu einem der fünf Wisden Cricketers of the Year gewählt. Im Jahr 2000 wurde er vom Australian Cricket Board in das australische Team of the Century gewählt.

## Karriere
Dennis Lillee nahm während seiner Karriere für Australien an 70 Testmatches teil, bei denen er insgesamt 355 Wickets erreichte. Seinen ersten Testeinsatz hatte er 1971 gegen England in Adelaide. Bei einem Test gegen das Team der West Indies erzielte er am 27. Dezember 1981 seinen 310. Testwicket und brach damit den von Lance Gibbs gehaltenen Rekord. Seinen letzten Einsatz bei einem Test hatte Dennis Lillee im Januar 1984 in Sydney gegen Pakistan. Des Weiteren bestritt er 63 One-Day International Cricket Matches (ODIs) für Australien, bei denen er insgesamt 103 Wickets erzielte. Damit war er der erste Cricketer überhaupt, dem es gelang 100 Wickets bei ODIs zu erzielen. Mit dem australischen Team nahm Lillee außerdem an zwei Cricket Weltmeisterschaften teil (1975 und 1983).

## Ehrungen und Sonstiges
Dennis Lillee wurde 1981 zum Member of the Order of the British Empire ernannt. Im Dezember 2009 wurde er in die ICC Cricket Hall of Fame aufgenommen. Auch nach dem Ende seiner Karriere ist er dem Cricket verbunden geblieben. Im Jahr 2004 wurde er zum Präsidenten der Western Australian Cricket Association gewählt. Für seine Verdienste um den Cricket-Sport als Spieler, Trainer und Verwalter auf nationaler und internationaler Ebene sowie durch seine Tätigkeit in Wohltätigkeitsorganisationen, einschließlich solcher, die sich für Kinder mit besonderen Bedürfnissen einsetzen, wurde er 2010 zum Member des Order of Australia ernannt.